# Travail, Famille, Patrie

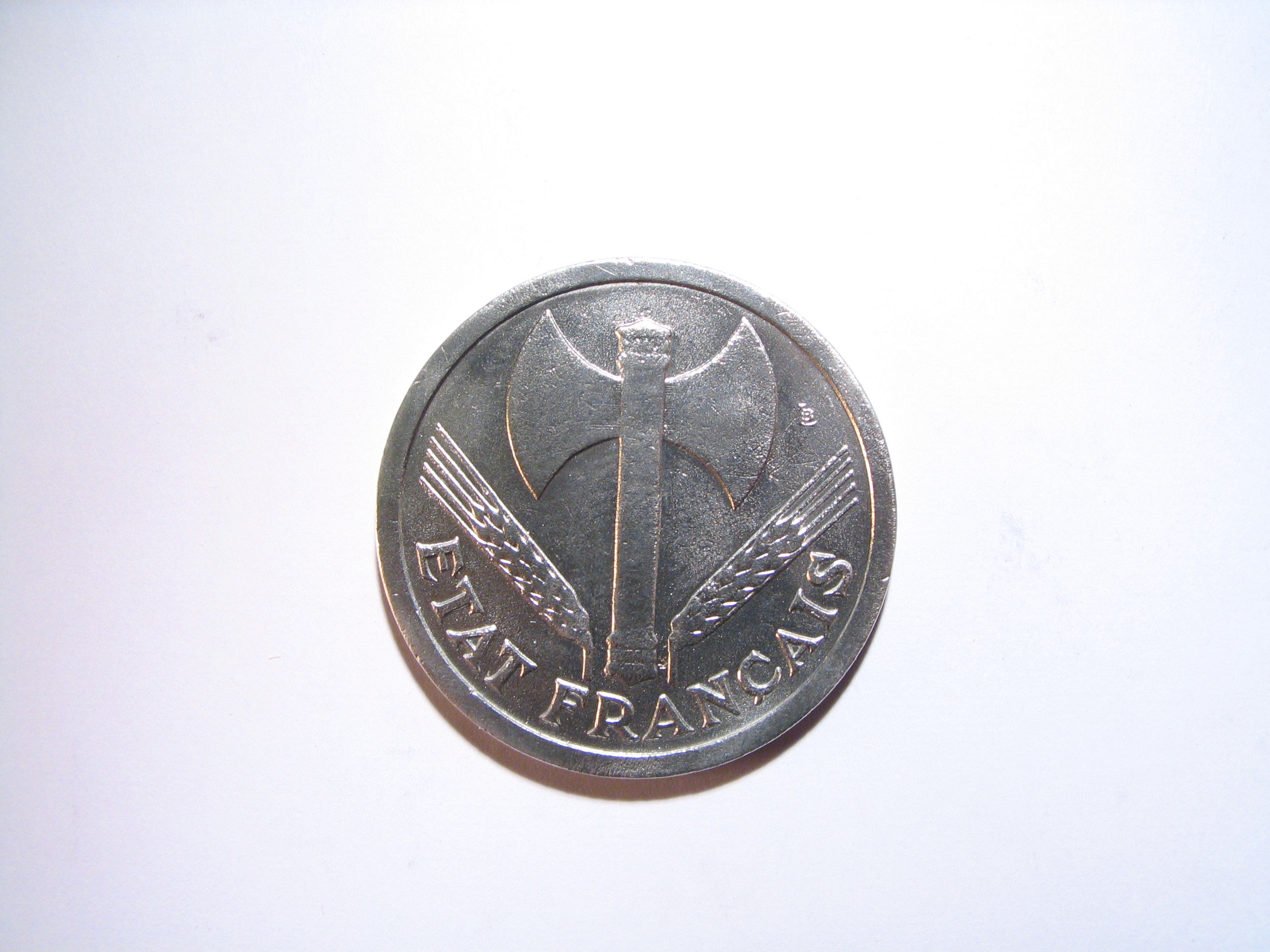
Anverso de la moneda de dos francos de 1943. Etat Français significa Estado francés.

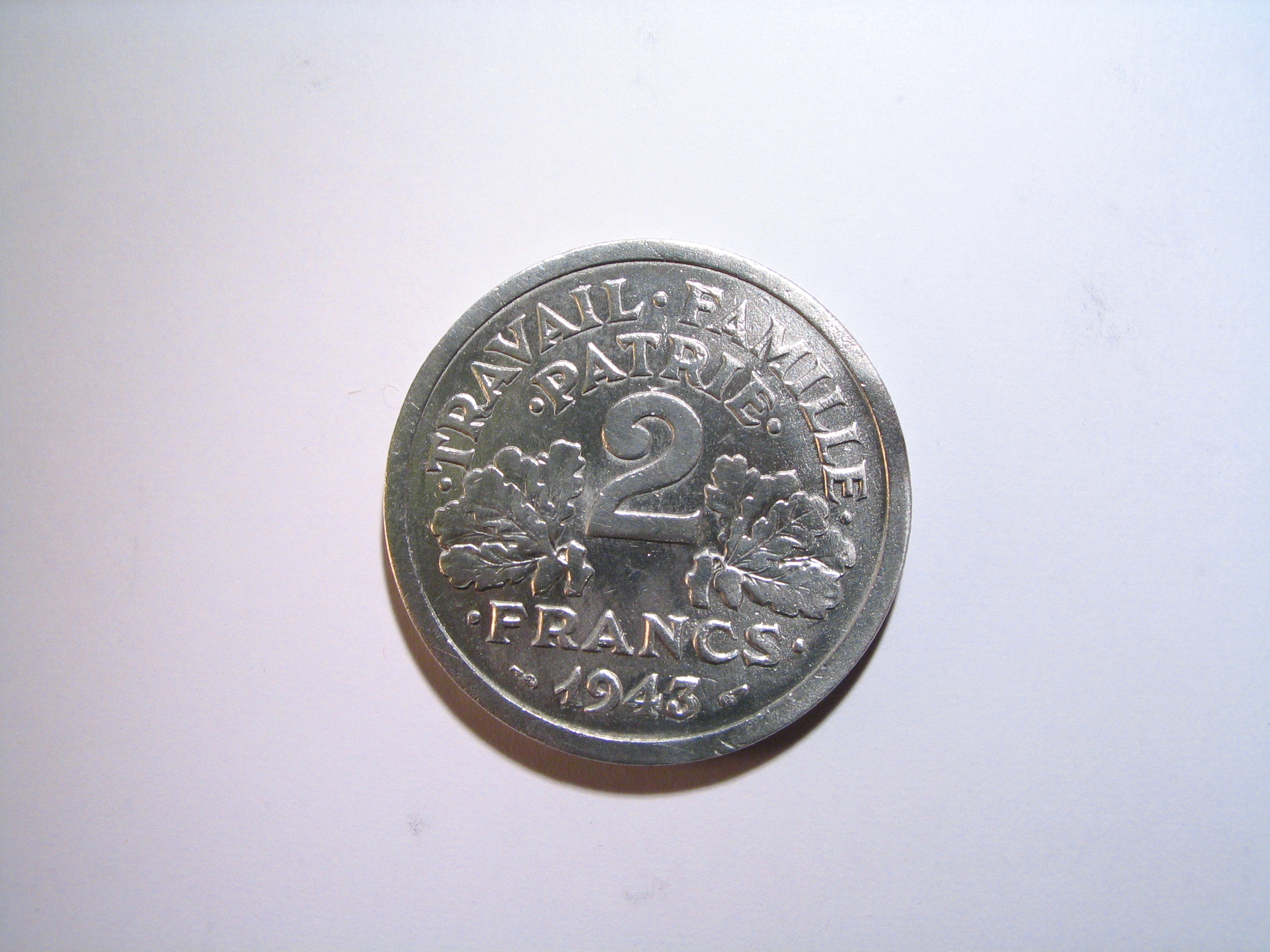
Reverso de la moneda de dos francos de 1943, en la que aparece el lema.

Travail, Famille, Patrie (pronunciación en francés: /tʁavaj famij patʁi/; en español: Trabajo, Familia, Patria) fue el lema tripartito del Estado francés durante la Segunda Guerra Mundial (generalmente conocido como la Francia de Vichy). Reemplazó al lema republicano Liberté, égalité, fraternité de la Tercera República Francesa.
El sociólogo Yves Chalas considera que dicha fórmula es equiparable en su mensaje a otros lemas de regímenes autoritarios de la época, como la Italia fascista («creer, obedecer, combatir») o la Alemania nazi («un pueblo, un país, un líder»). Se habría pretendido, en última instancia, redefinir al hombre según unos parámetros éticos opuestos a los resultantes de 1789 y considerados esenciales: la espiritualidad, la guerra y el parentesco.

## Institución
La Ley del 10 de julio de 1940 otorgó al Mariscal Pétain plenos poderes para redactar una constitución antes de someterla a la Nación y garantizar "los derechos del Trabajo, de la Familia y de la Patria (la Patrie)". Esa constitución nunca fue promulgada. 
En la Revue des deux Mondes (Revista de Dos Mundos) del 15 de septiembre de 1940, el mariscal Pétain escribió este repudio al lema de la República Francesa. Liberté, Égalité, Fraternité: Cuando nuestros jóvenes [...] se acercan a la vida adulta, les diremos [...] que la libertad real no puede ejercerse excepto bajo el amparo de una autoridad rectora, que deben respetar, que deben obedecer [...]. Luego les diremos que la igualdad [debería] establecerse dentro del marco de una jerarquía, fundada en la diversidad de cargos y méritos. […] Finalmente, les diremos que no hay forma de tener una verdadera hermandad, excepto dentro de esos grupos naturales, la familia, la ciudad, la patria.
El lema Travail, Famille, Patrie era originalmente el de Croix-de-Feu, entonces del Parti social français (PSF o Partido Social Francés) fundado por el Coronel de La Rocque, y le fue sugerido a Pétain por el político derechista Raphaël Alibert.
A menudo se ha escrito que estas tres palabras expresan la Révolution Nationale (RN), la Revolución Nacional emprendida por el régimen de Vichy.

## Travail(Trabajo)
El 24 de abril de 1941, el mariscal Pétain inauguró oficialmente el 1 de mayo como la fête du Travail et de la Concorde sociale (fiesta del Trabajo y la Sociedad Social), el día en que se celebró el trabajo y el entendimiento mutuo. 
El régimen se ganó a algunos sindicalistas para la elaboración de una Carta del Trabajo. En él se declararon contra el capitalismo y el marxismo, el régimen abogó por el hallazgo de una tercera vía. 
A menudo se dice que en 1941 el gobierno de Vichy estableció un sistema de jubilación; la asignación para los trabajadores asalariados viejos, pero realmente renovó el viejo sistema de jubilación basado en contribuciones, que había sido devaluado por la inflación y los gastos extraordinarios.

## Famille(Familia)
El régimen escribió el Día de la Madre en el calendario. Con respecto a la familia, hubo una continuidad en lugar de una ruptura con la política familiar del período del gobierno de Daladier, que continuó durante los años de Pétain y luego continuaría en la Cuarta República.

## Patrie(Patria)
El nacionalismo de Pétain, que se veía a sí mismo como el que mantenía la tradición del victorioso nacionalismo de 1918, no le impidió colaborar con el Tercer Reich. Hasta que murió, mantuvo un cierto grado de germanofobia del tipo expresado por Charles Maurras. No tenía antecedentes proalemanes o antibritánicos de antes de la guerra. Varias veces, reiteró que se consideraba el aliado y amigo de Gran Bretaña. En su emisión del 23 de junio de 1940, reprochó a Winston Churchill el discurso pronunciado por Churchill el 22 de junio de 1940, tras la firma del armisticio ese día.